# Ruch Prawdziwa Europa

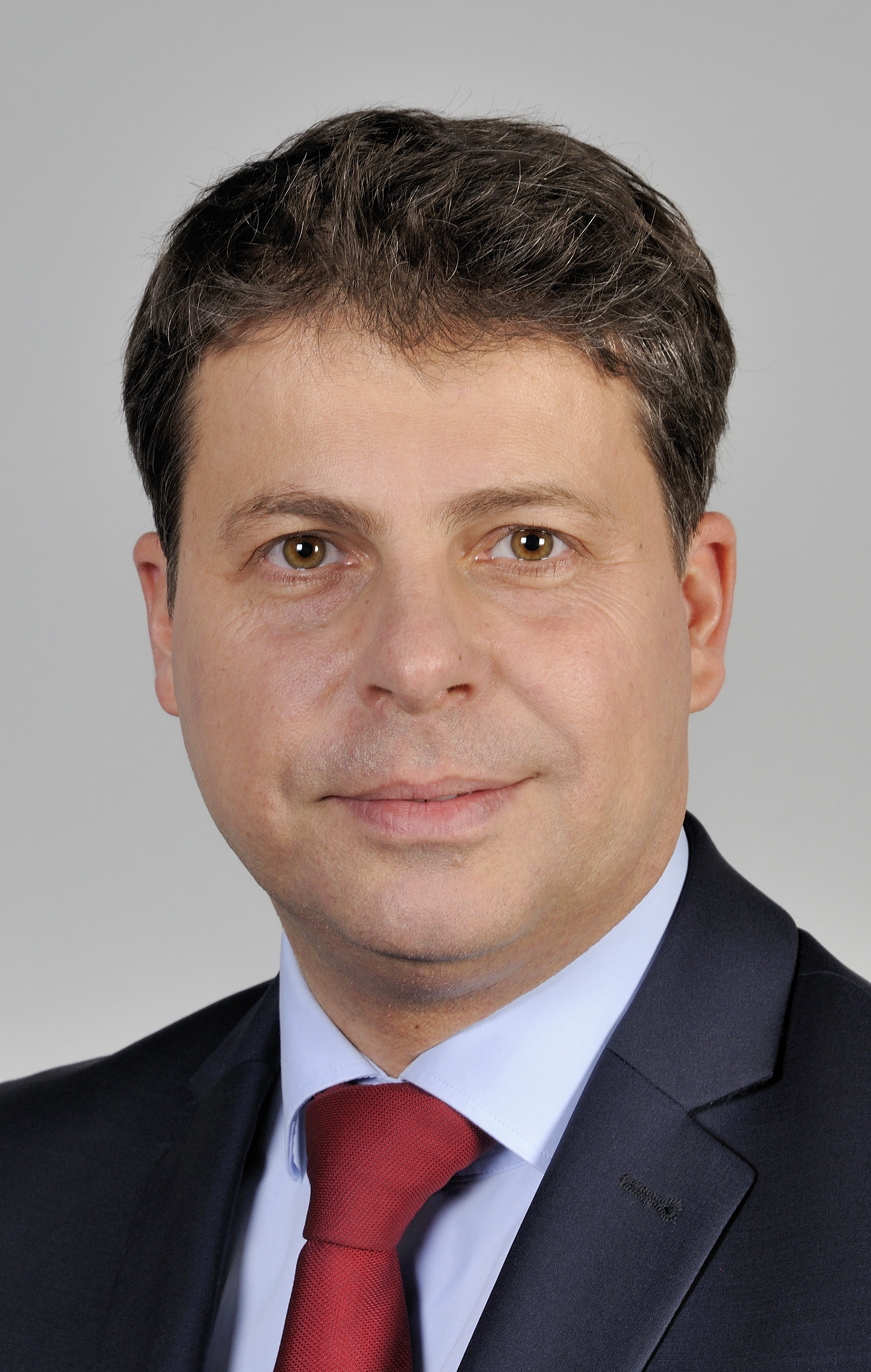
Prezes partii Mirosław Piotrowski

Ruch Prawdziwa Europa – Europa Christi (Ruch PE, RPE) – polska prawicowa partia polityczna o charakterze narodowo-katolickim, założona w listopadzie 2018 przez Mirosława Piotrowskiego, zarejestrowana 12 lutego 2019. Od 31 marca 2023 związana jest z federacyjną partią Konfederacja Wolność i Niepodległość.

## Historia
Ugrupowanie zostało założone w listopadzie 2018 przez eurodeputowanego niezależnego z grupy Europejscy Konserwatyści i Reformatorzy, Mirosława Piotrowskiego (wybranego z listy Prawa i Sprawiedliwości, związanego ze środowiskiem Radia Maryja). 27 listopada złożył on wniosek o rejestrację partii wraz z Małgorzatą Banach i Mariuszem Książkiem. Ostatecznie zarejestrowana została ona 12 lutego 2019.
W marcu 2019 ogłoszono, że z list Ruchu PE w wyborach do Parlamentu Europejskiego w 2019 wystartują także kandydaci Prawicy Rzeczypospolitej i Zjednoczenia Chrześcijańskich Rodzin. W kwietniu grupa czołowych działaczy Prawicy Rzeczypospolitej (m.in. jej założyciel, eurodeputowany Marek Jurek) zdecydowała się jednak na start z list komitetu Kukiz’15 (decyzję tę, poza prezesem Krzysztofem Kawęckim, poparli niemal wszyscy członkowie władz Prawicy). Listy Ruchu PE zostały zarejestrowane w okręgach lubelskim (5-osobowa) i małopolsko-świętokrzyskim (10-osobowa). Ta druga (którą otwierał prezes ZChR, były europoseł Bogusław Rogalski; było na niej także m.in. dwóch członków Prawicy) została jednak wykreślona. Listę lubelską otworzył Mirosław Piotrowski, znalazł się na niej też m.in. działacz Prawicy (który jednak także poparł start tej partii z list Kukiz’15). Ostatecznie Ruch PE wycofał się z udziału w wyborach do Europarlamentu, zapowiadając jednocześnie start w wyborach parlamentarnych i prezydenckich (współpracę z nim w tychże zadeklarował w imieniu Prawicy Rzeczypospolitej jej ówczesny prezes Krzysztof Kawęcki, który jednak potem opuścił tę formację). W wyborach parlamentarnych w tym samym roku nie powołano komitetu partii Ruch PE, wśród kandydatów nie znaleźli się także jej członkowie. Środowisko ugrupowania wystawiło natomiast trzech bezpartyjnych kandydatów na senatorów w ramach KWW Lista Piotrowskiego do Senatu. Dwóch z nich zajęło ostatnie miejsca w okręgach, jeden przedostatnie. Ogółem na kandydatów komitetu oddano 33 967 głosów ważnych, tj. 0,19% w skali kraju.
W grudniu 2019 odbył się zjazd krajowy partii, na którym wybrano jej władze. W ich składzie znaleźli się m.in. byli politycy Prawicy Rzeczypospolitej, w tym jej były prezes Krzysztof Kawęcki (który został jednym z wiceprezesów Ruchu PE, jednak w październiku 2020 opuścił partię).
Prezes partii Mirosław Piotrowski był kandydatem w wyborach prezydenckich w 2020, zajmując ostatnie, 11. miejsce, z wynikiem 0,11% głosów. W II turze nie udzielił poparcia żadnemu z kandydatów.
31 marca 2023 ugrupowanie zawarło porozumienie z Konfederacją Korony Polskiej, która zobowiązała się rekomendować kandydatury partii na listy wyborcze Konfederacji Wolność i Niepodległość. W wyborach parlamentarnych w tym samym roku Mirosław Piotrowski został kandydatem Konfederacji do Senatu, a wiceprezes ugrupowania Leszek Szymański znalazł się na liście jej kandydatów do Sejmu. Żaden z nich nie uzyskał mandatu w parlamencie (Mirosław Piotrowski otrzymał 19 594 głosy – 10,18% w skali okręgu, co dało 3. miejsce spośród 5 kandydatów w okręgu, a Leszek Szymański w wyborach do Sejmu otrzymał 1788 głosów). W wyborach do Parlamentu Europejskiego w 2024 Mirosław Piotrowski otworzył listę Konfederacji WiN w okręgu lubelskim, otrzymując 58 638 głosów, jednak komitet nie zdobył mandatu w tym okręgu. W wyborach prezydenckich w 2025 formacja poparła lidera KKP Grzegorza Brauna.

## Program
Założenia ideowe Ruchu PE opierają się na obronie wartości chrześcijańskich. Partia deklaruje ochronę życia ludzkiego (sprzeciwiając się m.in. legalności aborcji i eutanazji), wspieranie instytucji małżeństwa jako związku kobiety i mężczyzny (m.in. poprzez sprzeciw wobec propagowaniu „ideologii LGBT”) oraz umacnianie roli rodziny, poparcie dla koncepcji Europy ojczyzn, a także działania na rzecz „obrony polskiej wsi” i ochrony polskiego środowiska naturalnego. Postuluje „demontaż dyktatu wielkich zagranicznych wielkopowierzchniowych sieci handlowych na polskim rynku”. Według deklaracji kładła nacisk na sojusz ze Stanami Zjednoczonymi w ramach NATO, sprzeciwiając się tworzeniu wspólnej europejskiej armii. Sprzeciwia się także nadmiernym unijnym regulacjom. Pomimo przyjętej w deklaracji postawy proatlantyckiej, po rozpoczęciu w 2022 pełnoskalowej rosyjskiej inwazji na Ukrainę prezes partii podpisał oświadczenie, według którego Ukraina i NATO przyczyniły się do jej wybuchu.

## Udział w wyborach

### Wybory parlamentarne
| Wybory | Sejm                            | Sejm                            | Sejm                            | Sejm    | Sejm    | Senat   | Senat   |
| Wybory | Głosy                           | Głosy                           | Głosy                           | Mandaty | Mandaty | Mandaty | Mandaty |
| Wybory | Liczba                          | %                               | +/−                             | Liczba  | +/−     | Liczba  | +/−     |
| ------ | ------------------------------- | ------------------------------- | ------------------------------- | ------- | ------- | ------- | ------- |
| 2023   | Start w ramach Konfederacji WiN | Start w ramach Konfederacji WiN | Start w ramach Konfederacji WiN | 0/460   | –       | 0/100   | -       |

### Wybory do Parlamentu Europejskiego
| Wybory | Start                           | Liczba |
| ------ | ------------------------------- | ------ |
| 2024   | Start w ramach Konfederacji WiN | 0/53   |

### Wybory prezydenckie
| Wybory | Kandydat            | I tura | I tura     |
| Wybory | Kandydat            | Głosów | %          |
| ------ | ------------------- | ------ | ---------- |
| 2020   | Mirosław Piotrowski | 21 065 | 0,11 (11.) |